# Lijst van regio's van Turkije
Dit is een lijst van de regio's (bölge) van Turkije met de daarin gelegen provincies.
| Kaart |
| --- |
| |
| Regio's van Turkije |
| Legenda ■ Centraal-Anatolië (oranje) ■ Egeïsche Zeeregio (zalmroze) ■ Marmararegio (roze) ■ Middellandse Zeeregio (groen) ■ Oost-Anatolië (donkerblauw) ■ Zuidoost-Anatolië (lichtblauw) ■ Zwarte Zeeregio (geel) |

## Centraal-Anatolië(İç Anadolu Bölgesi)

Centraal-Anatolië

- Aksaray
- Ankara
- Çankırı
- Eskişehir
- Karaman
- Kayseri
- Kırıkkale
- Kırşehir
- Konya
- Nevşehir
- Niğde
- Sivas
- Yozgat

## Egeïsche Zeeregio(Ege Bölgesi)

Egeïsche Zeeregio

- Afyonkarahisar
- Aydın
- Denizli
- İzmir
- Kütahya
- Manisa
- Muğla
- Uşak

## Marmararegio(Marmara Bölgesi)

Marmararegio

- Balıkesir
- Bilecik
- Bursa
- Çanakkale
- Edirne
- Istanboel
- Kırklareli
- Kocaeli
- Sakarya
- Tekirdağ
- Yalova

## Middellandse Zeeregio(Akdeniz Bölgesi)

Middellandse Zeeregio

- Adana
- Antalya
- Burdur
- Hatay
- Isparta
- Kahramanmaraş
- Mersin
- Osmaniye

## Oost-Anatolië(Doğu Anadolu Bölgesi)

Oost-Anatolië

- Ağrı
- Ardahan
- Bingöl
- Bitlis
- Elazığ
- Erzincan
- Erzurum
- Hakkâri
- Iğdır
- Kars
- Malatya
- Muş
- Tunceli
- Van

## Zuidoost-Anatolië(Güneydoğu Anadolu Bölgesi)

Zuidoost-Anatolië

- Adıyaman
- Batman
- Diyarbakır
- Gaziantep
- Kilis
- Mardin
- Şanlıurfa
- Siirt
- Şırnak

## Zwarte Zeeregio(Karadeniz Bölgesi)

Zwarte Zeeregio

- Amasya
- Artvin
- Bartın
- Bayburt
- Bolu
- Çorum
- Düzce
- Giresun
- Gümüşhane
- Karabük
- Kastamonu
- Ordu
- Rize
- Samsun
- Sinop
- Tokat
- Trabzon
- Zonguldak